# Кириллово (Башкортостан)
Кириллово (баш. Кириллов; ранее — Кириловка) — деревня на реке Таушке в Уфимском районе Башкортостана. Административный центр Кирилловского сельсовета. Согласно переписи 2020 года население составляло 1158 человек.

## География

### Географическое положение
Расстояние до:
- районного центра (Уфа): 30 км[5],
- ближайшей ж/д станции (Иглино): 8 км[5]
- ближайшей ж/д платформы (Тауш): 250 м

## История
Деревня Кириловка при Самаро-Златоустовской железной дороге входила в Архангельскую волость Уфимского уезда. В 1906 зафиксирована под современным названием как деревня с усадьбой В. И. Базилевского.
В 1958-1959 гг. происходит отчисление к Русско-Юрмашскому сельскому совету населенных пунктов бывшего Шакшинского поселкового совета: деревень Князево, Дорогино, Кириллово, Грибовка, Ново-Рождественское. В то же время идет передача Нагаевскому сельскому совету деревень Шмидтово, Волково, Шамонино, Бурцево, Исаково, Туляки.
Ранее входило в Шакшинский поссовет (в разные годы — Шакшинский сельсовет), расформированный в 1980 году, в связи с вхождением центра поссовета Шакши в состав города Уфы.

## Население
| 2002 | 2009 | 2010 |
| ---- | ---- | ---- |
| 681  | ↗753 | ↗773 |

В 1906, при 54 дворах, 151 мужчина и 152 женщины. В 1920 русских 416 человек при 81 хозяйстве и украинцев 43 человека при 9 хозяйствах.
Национальный состав
Согласно переписи 2002 года, преобладающая национальность — русские (68 %).

## Религия
В деревне ведётся строительство храма Покрова Пресвятой Богородицы.